# Fenris (band)
Fenris is de naam van een Nederlandse blackmetalband die is vernoemd naar Fenrir of Fenris, de monsterlijke wolf uit de Noordse mythologie.
Muzikaal gezien combineert Fenris originaliteit, agressie en kracht met de bedoeling een breed blackmetalrepertoire voort te brengen. De songteksten handelen onder andere over geloof zoals dat beleden werd vóór het christendom, spiritualiteit, menselijk lijden en een gevoel van verbondenheid met de natuur en de elementen. De songteksten vormen een belangrijk deel van de creatieve cyclus van de band. Om het culturele aspect meer kracht bij te zetten werden sommige songteksten geschreven in het Nederlands.

## Geschiedenis
De band werd opgericht in 1997 door Bas Westdorp en Vasco Lub. Kort daarna werd Gilbert de Rooy aangesteld als zanger en Paul van der Zouwen werd drummer. De groep wilde duistere, atmosferische black metal/vikingmetal maken met meer diepgang dan in het genre gebruikelijk was. Eind 1997 werd de eerste demo opgenomen, getiteld Words of the Ascended. De demotape werd goed ontvangen in verschillende metal magazines, waaronder Aardschok, dat veel potentie en toekomst hoorde. In november 1998 kwam toetsenist Walter Romberg bij de groep, wat het geluid van de band nog dieper en melodischer maakte. Een tijd met optredens volgde. In mei 1999 besloot Van der Zouwen de band te verlaten. Kort daarna werd echter een vervanger gevonden in Arjan Griffioen, die eerder speelde in de deathmetalband Concrete Earth. Dankzij Griffioens agressieve drumstijl en de verdere rijping van de hele band werd het repertoire van Fenris agressiever en muzikaler. In de daarop volgende twee jaar zou dit de basis vormen voor hun debuut-cd.
Begin 2001 kwam hun eerste volledige album Offerings to the Hunger uit. Door de groeiende populariteit in de extreme metal underground kon de band een contract tekenen bij het kleine platenlabel Teutonic Existence/Firebreath. In Rusland en Oost-Europa wordt Offerings to the Hunger gedistribueerd door CD-Maximum. Net als Words of the Ascended kreeg Offerings to the Hunger goede recensies in de wereldwijde metalpers. Een periode van succesvolle optredens volgde. Helaas sloeg daarna het noodlot toe. Door omstandigheden verlieten drummer Griffioen en toetsenist Romberg de band. De overgebleven bandleden moesten weer op zoek naar nieuwe muzikanten.
Na een rustperiode van zeven maanden werd een nieuwe drummer gevonden, Rick Lieffering. Samen met hem werd hard gewerkt aan nieuw materiaal. Door problemen met repetitieruimtes, een blessure van Lieffering en een gebrek aan optredens trad forse vertraging op, maar in november 2004 kon eindelijk begonnen worden met de opnames van het album Ordeal, dat enkele maanden later uitkwam. De muziek op dit album is duister, episch en agressief en vormt het creatiefste werk van Fenris tot nu toe.
Na negen jaar trouwe dienst en ontelbare bijdragen aan de identiteit van de band, verliet medeoprichter Vasco in 2005 de band. Hij werd opgevolgd door Joris van den Heuvel, die na enkele jaren werd opgevolgd door Brian. Brian had te weinig tijd om volledig voor Fenris te gaan en is Brian vervangen door Niels.

## Bezetting
Huidige leden
- Chris - bassist
- Joris Klaassen - gitarist
- Bas Westdorp - gitarist (1997-heden)
- Gilbert de Rooy - vocalist (1997-heden)
- Rick Lieffering - drummer (2002-heden)

Oud-leden
- Vasco Lub - bassist (1997-2005)
- Paul van der Zouwen - drummer (1997-1999)
- Walter Romberg - toetsenist (1998-2002)
- Arjan Griffioen - drummer (1999-2002)
- Joris van den Heuvel - bassist (1995-2007)
- Brian Corstjens - bassist (2007-2008)
- Niels Hamersma - bassist (2008-?)
- Jan-Willem Rouwers - gitaar (2006-2012)

## Discografie
Studioalbums
- 2001: Offerings to the Hunger
- 2005: Ordeal
- 2016: "...en doodenakkers tot den horizon"

Demotapes
- 1998: Words of the Ascended
- 2004: Demo

Singles & ep's
- 2019: Ertha